# 1968 Tunnel Rats
1968 Tunnel Rats (Alternativtitel: Tunnel Rats, Tunnel Rats – Abstieg in die Hölle) ist ein deutsch-kanadischer Kriegsfilm von Uwe Boll. Der 2008 gedrehte Spielfilm zählt zu Bolls ambitionierteren Werken und beschreibt den Tunnelkrieg im vietnamesischen Củ Chi.

## Handlung
Ein neues Team landet in der Gegend von Củ Chi, um die dortigen Eingreiftruppen, die als Tunnelratten bezeichnet wurden, unter der Leitung von Sergeant Vic Hollowborn im Tunnelkampf zu unterstützen. Bereits bei der Ankunft eröffnet ihnen der harte, unerbittliche Sergeant, dass morgen der erste Tunnel dran ist. Danach lässt er einen Vietcong hinrichten. Garraty regt sich darüber sehr auf und fordert Hollowborn zu einem Boxkampf heraus, den er allerdings verliert. Derweil vertreiben sich die anderen Soldaten die Zeit mit Taschenspielertricks, Gerede und Träumen von Burgerbuden oder der Heimkehr.
Am nächsten Morgen geht es zum Tunnel. Schon beim Einstieg werden zwei Soldaten von Vietcongs getötet. Die Männer können die Leichen bergen und warten auf Unterstützung. Bei einem erneuten Einstieg wird Porterson verschüttet. Johnson gelangt zu einem anderen Ausgang und wird dort von der Vietcong Vo Mai mit einem Bambus-Speer getötet. Diese kriecht nun in einen anderen Tunnel, wo schon eines ihrer Kinder mit einem neuen Auftragszettel auf sie wartet. Als Folge ihrer Tat übergibt sie sich in der Höhle.
Danach geht es sehr schnell: Die Verstärkung wird beschossen, ein paar der Männer können in die Tunnel flüchten, wo auch diese schnell ihr Ende finden. Teile der Tunnel sind vermint, andere werden überflutet und die Soldaten ertrinken. Graybridge gelingt es, in das Hauptquartier von Tran Huy einzudringen und einen Teil der Gruppe auszulöschen. Ein sterbender Vietcong zeigt ihm den Ausgang aus dem Tunnellabyrinth. So gelangt er an die Oberfläche. Währenddessen greifen die Vietcong den Stützpunkt der US-Amerikaner an. Hollowborn kann mit letzter Kraft einen Luftangriff befehlen. Graybridge und ein weiterer Soldat erleben die Bombardierung der Basis und kommen in der Flammenhölle um.
Ein US-Soldat gelangt zu Vo Mai. Die beiden werden verschüttet, als der Luftangriff beginnt. Verzweifelt versuchen sie gemeinsam die Kinder von Vo Mai zu befreien, doch beide ersticken, als die Luft im Tunnelraum ausgeht.

## Hintergrundinfos
Zum ersten Mal wurde Uwe Boll auf das Thema des Films aufmerksam, als Dan Clarke (Produzent) während der Dreharbeiten zu Schwerter des Königs von den Tunnelkämpfen während des Vietnamkrieges berichtete. Boll forschte nach und schrieb dann ein Drehbuch mit dem Titel 1968 Tunnel Rats. Statt die Charaktere und Dialoge komplett auszuarbeiten, überließ er es der Besetzung, ihre eigenen Charaktere mit Leben zu füllen. In einem Bootcamp wurden die Schauspieler auf ihre Rollen vorbereitet. Der Film wurde überwiegend in Kapstadt und KwaZulu-Natal gedreht.

## Kritiken
Jeffrey M. Anderson von Combustible Celluloid gab dem Film 3 von 4 Sternen und urteilte:

“If Boll had made this film in 1986, he might have won an Oscar and become the next Oliver Stone!”

„Hätte Boll den Film 1986 gedreht, hätte er vielleicht einen Oscar gewonnen und wäre der neue Oliver Stone geworden!“

Bill Gibron von Filmcritic.com gab dem Film 3,5 von 5 Sternen und nannte ihn sehr gut.
Während die US-amerikanische Rezeption gemischt ausfiel (Rotten Tomatoes wertete drei Kritiken aus, wobei zwei nicht positiv waren), wurde der Film von der deutschsprachigen Filmkritik vor allem wegen seiner improvisierten Dialoge und der fehlenden Spannungskurve recht negativ bewertet:

„Mit ‚1968 Tunnel Rats‘ reiht sich Uwe Boll in die Liste der ganz großen Regisseure wie Oliver Stone (Platoon), Michael Cimino (Die durch die Hölle gehen), Stanley Kubrick (Full Metal Jacket) und natürlich Francis Ford Coppola (Apocalypse Now) ein, die alle auch einen Vietnamfilm gedreht haben. Allerdings bilden die letztgenannten auch noch einen exklusiveren Club, weil sie tatsächlich etwas über den Vietnamkrieg zu sagen hatten. Und hier heißt es für Boll: ‚Ich muss leider draußen bleiben!‘ Schließlich sind in ‚1968 Tunnel Rats‘ nicht nur die Tunnel der Vietcong unterirdisch.“

„Streckenweise ziemlich beklemmender, gegen Ende aber in der Gewaltdarstellung ausufernder Reißer.“

## Auszeichnung
- Für die drei Filme 1968 Tunnel Rats, Schwerter des Königs – Dungeon Siege und Postal wurde Boll mit dem Negativpreis Goldene Himbeere in der Kategorie Schlechtester Regisseur „ausgezeichnet“.[10]
- Hoboken International Film Festival (2008): Beste Nebendarstellerin für Jane Le